# بوردن تشيس
بوردن تشيس (بالإنجليزية: Borden Chase)‏ هو كاتب وكاتب سيناريو أمريكي، ولد في 11 يناير 1900 في نيويورك في الولايات المتحدة، وتوفي في 8 مارس 1971 في لوس أنجلوس في الولايات المتحدة.

## وصلات خارجية
- بوردن تشيس على موقع IMDb (الإنجليزية)
- بوردن تشيس على موقع ألو سيني (الفرنسية)
- بوردن تشيس على موقع أول موفي (الإنجليزية)
- بوردن تشيس على موقع قاعدة بيانات الأفلام السويدية (السويدية)
- بوردن تشيس على موقع قاعدة بيانات الفيلم (الإنجليزية)
- بوردن تشيس على موقع كينوبويسك (الروسية)